# La Bosse (Sarthe)
 La Bosse  es una comuna y población de Francia, en la región de Países del Loira, departamento de Sarthe, en el distrito de Mamers y cantón de Tuffé.
Su población en el censo de 1999 era de 111 habitantes.
Está integrada en la Communauté de communes du Pays de l'Huisne Sarthoise.

## Demografía
| 251 | 215 | 201 | 163 | 141 | 111 |
| Para los censos de 1962 a 1999 la población legal corresponde a la población sin duplicidades (Fuente: INSEE [Consultar]) |     |     |     |     |     |